# Sardinata
Sardinata ist eine kolumbianische Gemeinde (municipio) im Departamento Norte de Santander.

## Geographie
Sardinata liegt im Norden von Norte de Santander auf einer Höhe von 320 m ü. NN in der Ostkordillere der kolumbianischen Anden etwa 65 km von Cúcuta entfernt und hat eine Durchschnittstemperatur von 27 °C. Die Gemeinde grenzt im Norden an Tibú, im Osten an Cúcuta und El Zulia, im Westen an San Calixto, Hacarí, Ábrego und Bucarasica und im Süden an Lourdes, Gramalote und El Zulia.

## Bevölkerung
Die Gemeinde Sardinata hat 22.583 Einwohner, von denen 9303 im städtischen Teil (cabecera municipal) der Gemeinde leben (Stand: 2019).

## Geschichte
Sardinata erhielt 1906 aufgrund des Bestrebens des Priesters Raimundo Ordoñez Yañez den Status einer Gemeinde.
Bei einer Explosion im Kohlebergwerk La Preciosa kamen im Januar 2011 21 Bergleute ums Leben. Bereits vier Jahre vorher waren bei einem Gasunglück 31 Menschen ums Leben gekommen.

## Wirtschaft
Die wichtigsten Wirtschaftszweige von Sardinata sind Landwirtschaft, Bergbau und Tierhaltung.